# Iotroata acanthostylifera
Iotroata acanthostylifera är en svampdjursart som först beskrevs av Stephens 1916.  Iotroata acanthostylifera ingår i släktet Iotroata och familjen Iotrochotidae. Inga underarter finns listade i Catalogue of Life.